# Варвара Євген Васильович
Євген Васильович Варвара (псевдо: «Міко»; 1913, Золочів, нині Львівська область — 12 травня 1948, с. Почапи, нині Золочівський район, Львівська область) — український військовик, лицар Бронзового хреста бойової заслуги УПА.

## Життєпис
Народився у сім'ї поштового службовця Василя та Анастасії Варвари. Освіта — 4 класи гімназії. Через брак коштів змушений залишити навчання і влаштуватися на роботу. Від 1937 року працював у повітовому Союзі кооператив у Золочеві. Активний учасник місцевої футбольної команди «Русалка» та легального українського товариства «Просвіта», особливо відзначався у хорі та аматорському драмгуртку.
12 жовтня 1940 року одружився з Галиною Гупало, з якою виховували сина. Член ОУН. У 1943 році добровольцем вступає до дивізії СС «Галичина», пройшов підстаршинську школу і отримав військове звання. Після боїв під Бродами перейшов у лави збройного підпілля ОУН. Чотовий самооборонної сотні на Золочівщині (друга половина 1944 — початок 1945), стрілець (початок 1945), а відтак — командир районної боївки СБ Золочівщини (весна 1945—1948), стрілець боївки СБ Золочівського надрайонного проводу ОУН (1948). Загинув в оточеній господарці у бою з облавниками. Будучи тяжко пораненим, застрелився аби не потрапити живим у руки ворога. Тіло загиблого облавники забрали до Золочева, де поховали таємно. Вістун (?), булавний (10 травня 1948) УПА.

## Нагороди
- Згідно з Наказом військового штабу воєнної округи 2 «Буг» ч. 1/48 від 10.09.1948 р. Булавниц УПА, командир боївки СБ Золочівського районного проводу ОУН Євген Варвара – «Міко» нагороджений Бронзовим хрестом бойової заслуги УПА.